# (15350) Naganuma
(15350) Naganuma est un astéroïde de la ceinture principale.

## Description
(15350) Naganuma est un astéroïde de la ceinture principale. Il fut découvert le 3 novembre 1994 à Yatsugatake par Yoshio Kushida et Osamu Muramatsu. Il présente une orbite caractérisée par un demi-grand axe de 2,38 UA, une excentricité de 0,28 et une inclinaison de 4,6° par rapport à l'écliptique.

## Compléments